# Inger Gustafsson
Inger Sigrid Elisabeth Gustafsson, född Holmqvist 6 oktober 1948 i Ängelholm, är en svensk utbildningssamordnare och politiker (folkpartist).
Inger Gustafsson var riksdagsersättare för Jönköpings läns valkrets 2005–2006. I riksdagen var hon suppleant i konstitutionsutskottet.